# Tunguska Pietrosa
La Tunguska Pietrosa (in russo Подкаменная Тунгуска, Podkamennaja Tunguska, letteralmente Tunguska sotto la pietra; nella parte superiore Katanga) è un fiume della Russia, che corre per 1.865 km nella Siberia centrale drenando circa 240000 km² della parte meridionale del grande altopiano della Siberia centrale (chiamata altopiano della Tunguska) e confluendo da destra nello Enisej. Il suo nome si origina dal fatto che per alcune porzioni del suo corso scorre sotto un "letto" di ciottoli, senza un corso apparente.
Scorre nell'Ust'-Ilimskij rajon dell'oblast' di Irkutsk e nei rajon Ėvenkijskij e Turuchanski del Territorio di Krasnojarsk.

## Percorso
Nasce dal versante nordorientale delle Alture dell'Angara e scorre lungo l'altopiano della Siberia centrale. Nel suo corso superiore scorre attraverso un'ampia e profonda valle e si chiama Katanga sino alla confluenza con il Tėtėrė.  È prevalentemente un fiume di montagna con strette gole e molte rapide, fluendo con andamento medio est-ovest su tutto il suo percorso. Sfocia nello Enisej nel suo medio corso, a 1 571 km dalla foce, all'estremità settentrionale delle alture omonime. Nel suo corso riceve molti affluenti, i maggiori dei quali sono la Čunja e il Tėtėrė da destra, il Kamo e il Vel'mo da sinistra.
Non incontra centri abitati di rilievo, dato che attraversa zone pressoché spopolate a causa della durezza del clima; i principali sono gli insediamenti di Vanavara e Bajkit. La stessa rigidità climatica fa sì che il fiume sia gelato per la maggior parte dell'anno (da ottobre a maggio); nei restanti mesi, il fiume è navigabile per 571 km a monte della foce, fino a Bajkit.

## Regime
Il fiume ha una portata media, alla foce, intorno ai 1750 m³/s; questo valore nasconde in realtà grosse variazioni, comprese fra minimi invernali di 3–15 m³/s e massimi estivi che possono raggiungere i 35000 m³/s, quando si hanno estese inondazioni.

## L'evento di Tunguska
Il bacino del fiume fu teatro, il 30 giugno 1908, di un catastrofico evento che si pensa possa essere attribuito alla caduta di un asteroide; l'impatto (dalla potenza stimata intorno ai 10-15 megatoni) ebbe come risultato unicamente l'abbattimento di molti milioni di alberi su una superficie di 2.150 km², visto il bassissimo livello di popolamento della zona. Data la potenza sviluppata, se l'evento si fosse verificato in una zona urbana avrebbe portato distruzione totale su molte centinaia di chilometri quadrati.